# Reitstiefel

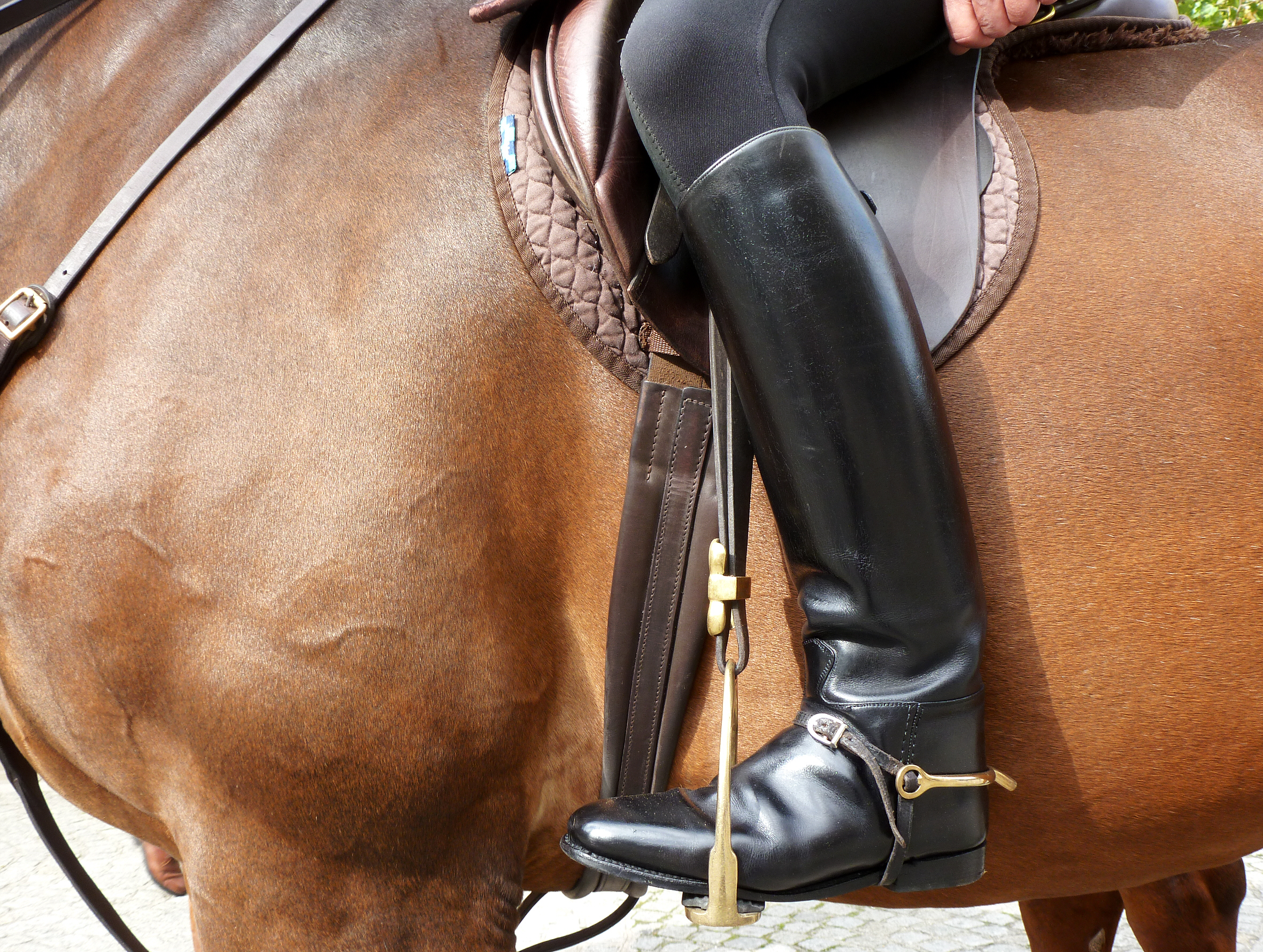
Reitstiefel mit Sporen

Reitstiefel sind speziell den Erfordernissen des Reitens angepasste Stiefel.
Die gemeinsamen Eigenschaften aller Reitstiefel und -schuhe ist ihre durchgehende, glatte Sohle, ein Absatz und ein über den Knöchel ragender Schaft. 
Reitstiefel können aus Leder, Gummi und PVC hergestellt werden.

## Dressurstiefel

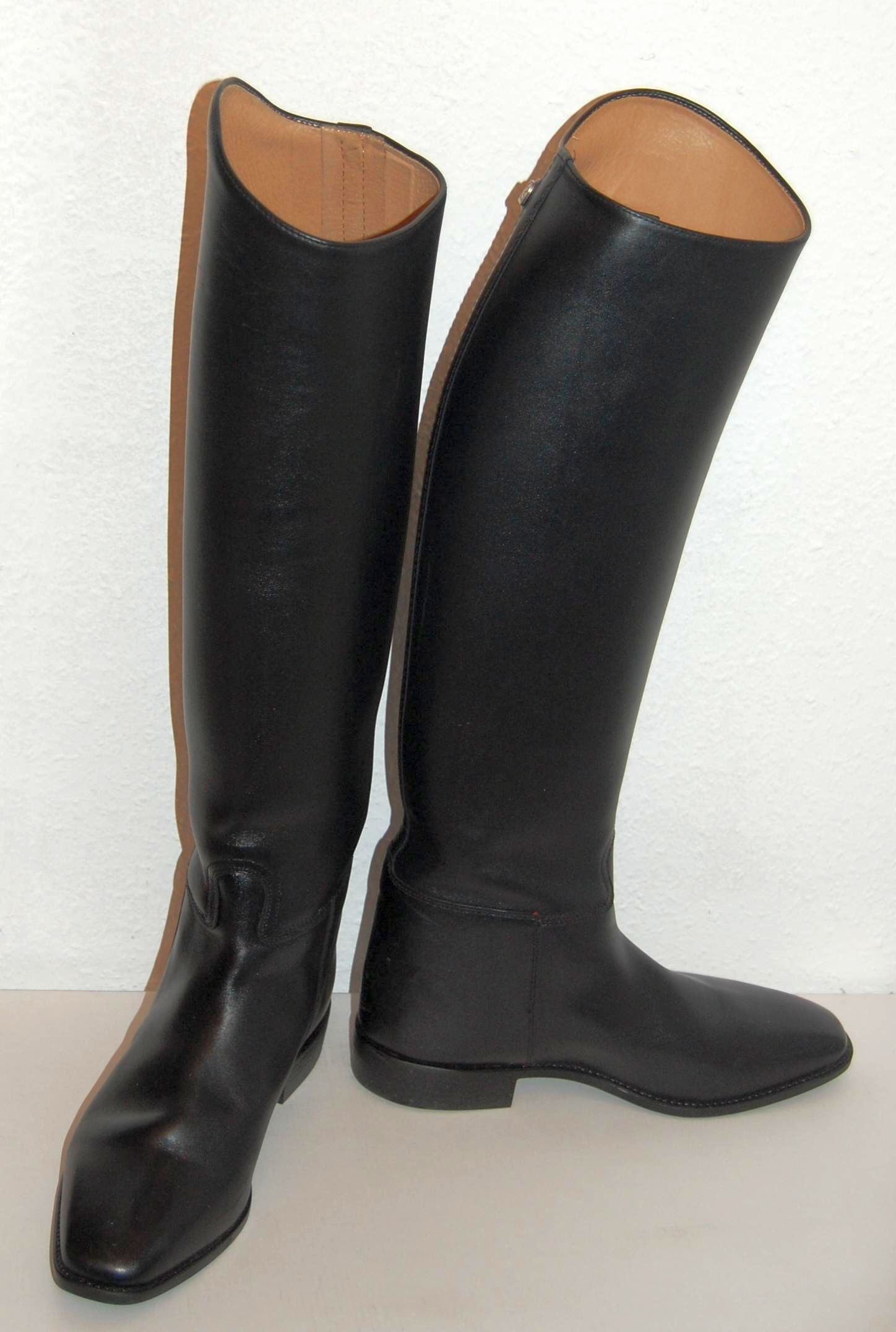
Dressurstiefel

Der Dressurstiefel ist die klassische Form des Reitstiefels. Seine hohe Form und die Versteifung des Stiefels an der Außenseite sollen eine stabilere Lage des Unterschenkels am Pferd fördern und das Bein länger erscheinen lassen. Dies wird häufig durch einen Dressurbogen an der Oberkante hervorgehoben. Die Innenseite des Stiefels ist weicher und gelegentlich dünner, um einen feineren Kontakt zum Pferd zu ermöglichen. Der Stiefel ist schlank geschnitten, um im Bereich der Wade einen guten Kontakt zwischen der Wade und dem Pferdeleib zu haben. Zusätzliche Stabilität im Fersenbereich wird durch eine sehr hoch gezogene verstärkte Hinterkappe erreicht, die die problemlose Anbringung von Sporen erlaubt. Zum einfacheren Einsteigen können die Stiefel einen Reißverschluss haben, der gerne auf der vorderen Innenseite platziert wird, wo er beim Reiten nicht stört und vom Zuschauer nicht gesehen wird. Die Sohle ist in der Regel glatt (Leder), um bei Stürzen ein rasches Trennen vom Steigbügel zu gewährleisten.

## Springstiefel

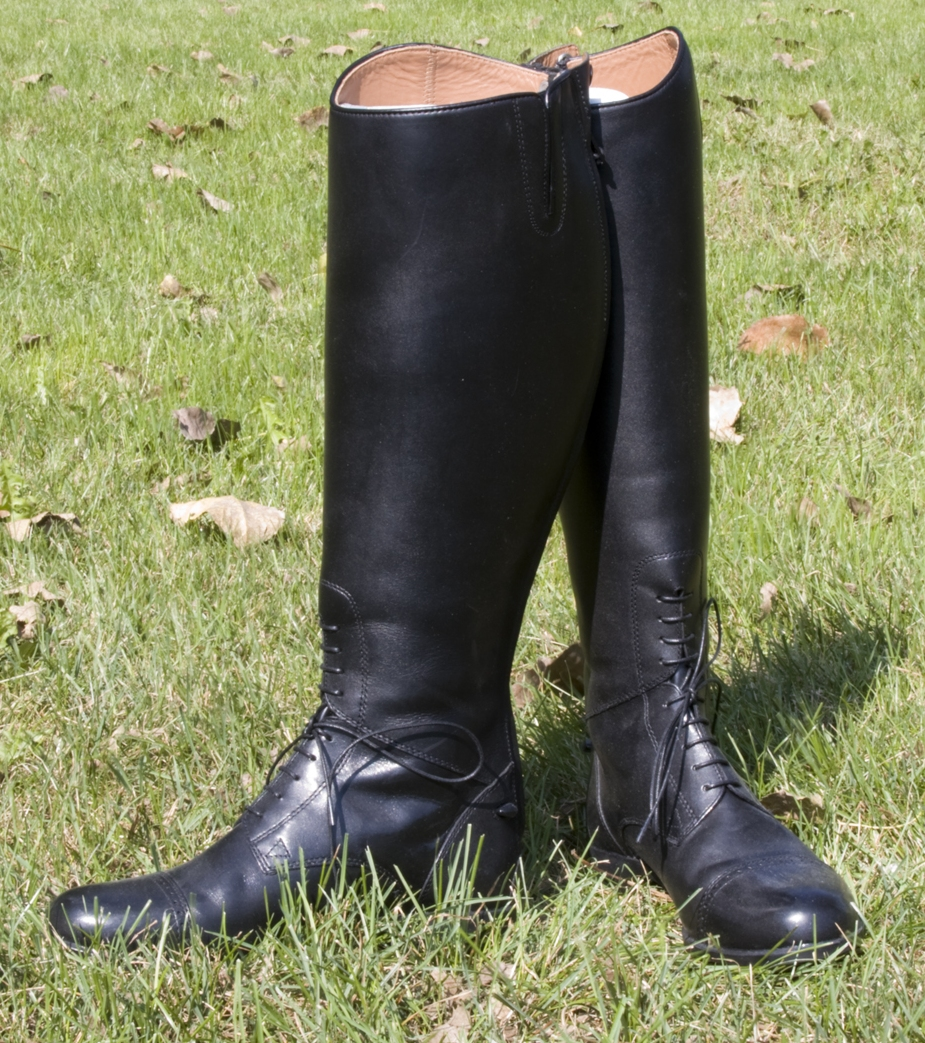
Springstiefel mit Schnürung

Der Springstiefel ist weicher als der Dressurstiefel, da er dem Reiterbein mehr Beweglichkeit einräumen muss. Springstiefel werden häufig durch eine farblich abgesetzte Stulpe nach oben hin abgeschlossen. Da diese Stiefel auch bei Fuchsjagden und sonstigen Geländeritten eingesetzt werden, ist der Schutz des Beins vor Ästen und Dornen eine ihrer wesentlichen Funktionen. Gelegentlich ist eine Schnürung im Ristbereich, als Einstieghilfe zu sehen. 

## Polostiefel
Polostiefel sind immer braun, niemals schwarz, aus Höflichkeit den Mitspielern gegenüber. Mit Schuhcreme gepflegte schwarze Stiefel können bei Körperkontakt – und der kommt beim Polo sehr häufig vor – auf den weißen Reithosen des Gegenspielers Flecken hinterlassen. Typische braune Polostiefel werden nur mit Wasser und Sattelseife gereinigt.
Bei der Herstellung wird festes Leder verwendet, häufig sogar zwei- oder mehrlagig, um besseren Schutz gegen Balltreffer und Pferdetritte zu gewährleisten. In der Regel verfügen sie über einen langen Reißverschluss, der sich über die gesamte Schaftlänge erstreckt und das An- und Ausziehen (vor allem im Notfall bei einem Sturz) sehr einfach macht.

## Winterreitstiefel
Da der Reitsport auch im Winter in ungeheizten Reithallen und auf Außenplätzen ausgeübt wird, gibt es spezielle Winterreitstiefel.
Es gibt klassisch geschnittene Lederreitstiefel mit Lammfellfutter sowie Lederreitstiefel, die mit Materialien wie Thinsulate isoliert sind.
Mit dem Aufkommen von Thermostiefeln haben diese sich auch im Reitsport etabliert. Besonderes Augenmerk gilt hier der Robustheit des Stiefels, da dem Reiter häufig der Weg durch Matsch und Mist nicht erspart bleibt.

## Westernstiefel
Der Westernstiefel (auch Cowboystiefel) ist in der Regel ein halb- bis dreiviertelhoher Stiefel, der beim Reiten normalerweise mit hohen Chaps getragen wird. Besonderes Augenmerk gilt bei ihm der Bequemlichkeit – als Arbeitsschuh wird er den ganzen Tag getragen – und der Stabilität.

## Stiefeletten und Jodhpur-Stiefel

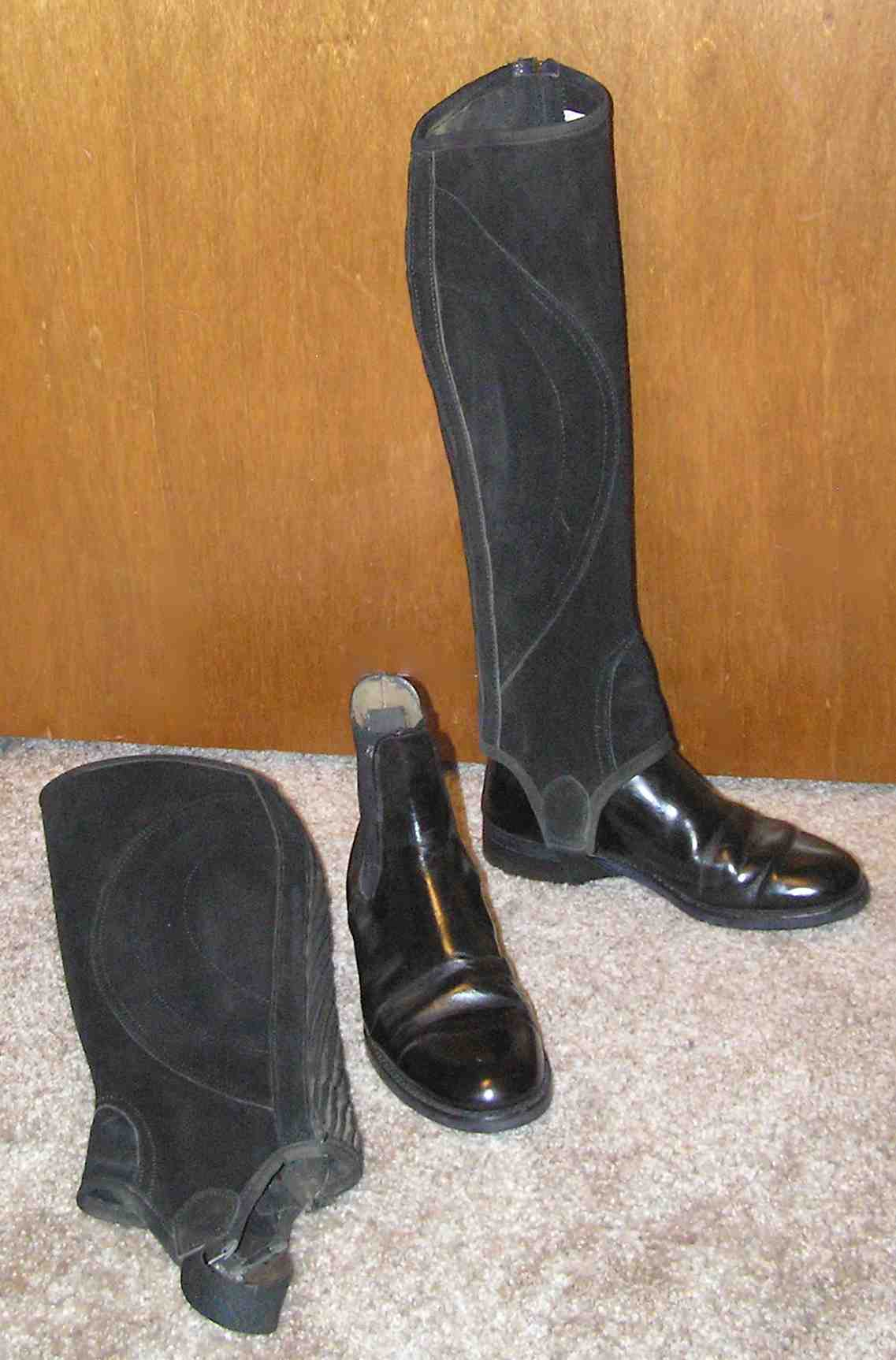
Mini-Chaps mit Jodhpurstiefeletten

Stiefeletten sind halbhohe Reitstiefel, die lediglich ein Stück über den Knöchel hinausreichen und die gerne zusammen mit kurzen Chaps oder Jodhpurreithosen als preiswerter und bequemer Ersatz für Reitstiefel verwendet werden. Mit Jodhpurreithosen ermöglichen sie durch das Fehlen eines Stiefelschaftes einen besonders engen Kontakt der Wade zum Pferd. Jodhpur-Stiefel sind klassisch geschnitten, es gibt jedoch auch Reit-Stiefeletten mit Schnürung oder Profilsohlen. Bei längeren Ausritten, bei denen der Reiter auch immer wieder mal ein Stück neben seinem Pferd geht, sind solche Stiefeletten als Kombination von Wanderschuh und Reitstiefel sehr geeignet.

## Chaps
Chaps sind ein lederner Beinschutz, der aus der Arbeitsreiterei kommt und als Schutz vor Dornen und Ästen dient. Für Winterchaps ist auch Neopren gebräuchlich.
Lange Chaps sehen aus wie eine Hose, die nur aus Gürtel und Beinen besteht. Diese Form ist im Westernreiten und beim Arbeitsreiten gebräuchlich. Bedingt durch ihre Form bieten sie viel Bewegungsfreiheit und einen guten Schutz.
Kurze Chaps, auch Chapsletten oder Mini-Chaps genannt, erinnern an ein Paar Kniestrümpfe ohne Fußteil. Sie liegen also lediglich um den Unterschenkel und werden mit einem Riemen unter dem Fuß befestigt. Kurze Chaps werden häufig mit Stiefelhosen und Stiefeletten getragen. 
Sogenannte „Stiefelschäfte“ sind kurze Chaps aus sehr festem, glatten Leder. Zusammen mit passenden Jodhpur-Stiefeln sind sie äußerlich kaum von normalen Reitstiefeln zu unterscheiden. Stiefelschäfte können zusammen mit Jodhpurstiefeln aus diesem Grund auch auf Turnieren getragen werden.

## Gutul
In der Mongolei werden traditionell Gutul als Reitstiefel getragen.